# Campanha Nacional pelo Direito à Educação
A Campanha Nacional pelo Direito à Educação foi lançada em 5 de outubro de 1999 - data comemorativa do dia mundial do professor - por um grupo de organizações da sociedade civil, reunidas em torno da participação no Fórum Mundial de Educação que ocorreria em Dakar, no Senegal, em 2000, com o propósito de somar diferentes forças políticas pela efetivação dos direitos educacionais garantidos por lei para que todo cidadão e toda cidadã tenham acesso a uma educação pública de qualidade.
Com sede em São Paulo, atua em rede, formada por Comitês Regionais nos estados brasileiros e articulando movimentos sociais, ONGs, associações de pesquisa, fundações, grupos estudantis e de juventude, comunidades escolares, e cidadãos. Sua missão é atuar pela efetivação e ampliação das políticas educacionais para que todas as pessoas tenham garantido seu direito a uma educação pública, gratuita, inclusiva, laica, e de qualidade no Brasil.
A rede é uma das fundadoras da Campanha Global pela Educação (CGE), da Campanha Latino-Americana pelo Direito à Educação (Clade) e idealizadora e fundadora da Rede Lusófona pelo Direito à Educação (ReLus).

## História e atuação política
A fundação da Campanha Nacional pelo Direito à Educação ocorreu em 5 de outubro de 1999, na Central do Brasil, no Rio de Janeiro. A ideia de criação da Campanha foi elaborada por organizações como ActionAid Brasil, Ibase (Instituto Brasileiro de Análises Sociais e Econômicas) e Ação Educativa, às vésperas do Fórum Mundial de Educação de Dakar, no Senegal, com propósito de somar diferentes forças políticas pela efetivação dos direitos educacionais garantidos por lei para que todo cidadão e toda cidadã tenham acesso a uma educação pública de qualidade.
Em 2000, a Campanha já passou a atuar em defesa do Plano Nacional da Educação (PNE) do decênio 2001-2010, tentando derrubar os vetos do então presidente Fernando Henrique Cardoso a alguns pontos do Plano, como a destinação do equivalente a 7% do PIB para a educação.
A atuação na tramitação do PNE impulsionou a Campanha a expandir sua interlocução para outros estados e fez surgir comitês regionais e mais ativistas para sua rede. O primeiro movimento de expansão aconteceu em Pernambuco, em seguida no Ceará - através da liderança do CEDECA-CE -, no Rio de Janeiro, e assim por diante. Em 2021, conta com Comitês Regionais em todas unidades federativas do Brasil.
Desde 2002, a rede elabora os mecanismos do Custo Aluno-Qualidade Inicial (CAQi) e do Custo Aluno-Qualidade (CAQ), incluídos na Lei n° 13.005/2014, do PNE graças à sua bem-sucedida incidência política. Em 2020 o CAQ foi constitucionalizado, tendo sido incluído na Emenda Constitucional nº 108/2020 que, entre outras coisas, torna permanente o Fundo de Manutenção e Desenvolvimento da Educação Básica e de Valorização dos Profissionais da Educação (Fundeb). Os dois instrumentos calculam o quanto deve ser investido na educação básica pública para que o Brasil garanta padrões de qualidade nos estabelecimentos educacionais e nas escolas públicas. Em 2007, publicou o livro "Custo Aluno-Qualidade inicial: rumo à educação pública de qualidade no Brasil", de autoria de Denise Carreira e José Marcelino de Rezende Pinto. Em seus estudos sobre o CAQi/CAQ, a Campanha ainda publicaria em 2010, com segunda edição em 2011, o chamado "CAQi Educativo", o "Educação pública de qualidade: quanto custa esse direito?".
Em 2018 foi lançada uma versão revisada do CAQi e uma sugestão de CAQ no livro “CAQi e o CAQ no PNE: quanto custa a educação pública de qualidade no Brasil?”, que conta a história do mecanismo que alia qualidade e financiamento e sua garantia em lei. A partir de 2019, a Campanha uniu-se ao Laboratório de Dados Educacionais (UFPR) e passou a calcular os valores do CAQi/CAQ com um simulador, o SimCAQ, com referência na realidade dos 5.570 municípios brasileiros.
A Campanha Nacional pelo Direito à Educação idealizou e coordenou o movimento “Fundeb Pra Valer!”. Esta articulação social e política, além de ter obtido reconhecidas vitórias de incidência no Congresso Nacional sobre a Emenda Constitucional 53/2006, liderou a inédita intervenção da sociedade civil na tramitação da Medida Provisória (MP) 339/2006, que iniciou o processo de regulamentação do novo fundo da educação básica, finalizado pela aprovação da Lei 11.494/2007, do Fundeb (Fundo de Manutenção e Desenvolvimento da Educação Básica e de Valorização dos Profissionais da Educação).
Em outubro de 2007, a Campanha recebeu da Câmara dos Deputados, em nome do Congresso Nacional, o Prêmio Darcy Ribeiro, por sua bem-sucedida atuação de incidência política no processo de criação e regulamentação do Fundeb. 
Atuou pela aprovação da Lei n° 11.738/2008, que institui o Piso Salarial dos Profissionais do Magistério Público da Educação Básica, especialmente na Ação Direta de Inconstitucionalidade (ADI) 4167/DF, no Supremo Tribunal Federal (STF), enquanto Amicus Curiae, juntamente com a Confederação Nacional dos Trabalhadores em Educação (CNTE) e a Confederação Nacional dos Trabalhadores em Estabelecimentos de Ensino (CONTEE).
A Campanha Nacional pelo Direito à Educação e a Ação Educativa produziram a publicação Em Questão 7, que retoma o processo de julgamento da constitucionalidade da Lei do Piso pelo STF, em 2011, e os desafios à sua implementação.
Após liderar a sociedade civil em sua incidência sobre o Fundeb, conquistando a inclusão das creches e maior complementação financeira da União ao novo fundo da educação básica, a Campanha Nacional pelo Direito à Educação e outros movimentos educacionais atuaram pela aprovação da Emenda Constitucional 59/2009. Entre outros temas, a referida emenda tornou obrigatória a educação para a faixa etária dos 4 aos 17 anos.
Atuou também diretamente na defesa da Lei n° 12.711/2012, de Lei de Cotas, especialmente dando apoio ao Movimento dos Sem Universidade (MSU).
A Campanha também teve papel decisivo na aprovação da Lei n° 12.858/2013, que destina para as áreas de educação e saúde de parcela da participação no resultado ou da compensação financeira pela exploração de petróleo e gás natural, destinando 75% dos royalties do petróleo para a educação, 25% para a saúde e 50% do Fundo Social do Pré-Sal para a educação.
Pela liderança no movimento "PNE pra Valer", citado por especialistas como o ator mais decisivo para a qualificação do texto da lei do Plano, a Campanha construiu como um de seus principais legados a qualificação da Lei n° 13.005/2014, do Plano Nacional de Educação 2014-2024, vigente, com a destinação de 10% do PIB para a área.
Como reconhecimento pela sua trajetória na atuação pela qualificação e aprovação de diversas legislações educacionais relevantes, em 2015, o então coordenador geral da Campanha Nacional pelo Direito à Educação, Daniel Cara, foi agraciado com o Prêmio Darcy Ribeiro. Concedido pela Comissão de Educação da Câmara dos Deputados em nome do Congresso Nacional, o prêmio Darcy Ribeiro foi criado para contemplar pessoas ou entidades cujos trabalhos ou ações mereceram destaque especial na defesa e na promoção da educação brasileira. Daniel foi o mais votado na contagem geral.
Segundo os parlamentares, a premiação foi um reconhecimento à atuação de Daniel Cara à frente da rede da Campanha Nacional pelo Direito à Educação, especialmente a partir da aprovação do Fundeb, Lei n° 11.494/2007, ocasião na qual a Campanha ganhou o Prêmio Darcy Ribeiro, em 2007. É o resultado de um trabalho de incidência política no PNE e na chamada Lei dos Royalties, além da luta pela implementação do CAQi, e de tantas outras conquistas pelo direito à educação no Brasil.
Como a Lei n° 11.494/2007, que regulamentava o Fundeb, tinha vigência até 31 de dezembro de 2020, surgiram Propostas de Emenda à Constituição que visavam tornar permanente o Fundo. A Campanha colaborou na produção do texto da Proposta de Emenda à Constituição (PEC) 65/2019 do Senador Randolfe Rodrigues (REDE/AP) e do presidente do Senado Federal, Senador Davi Alcolumbre (DEM/AP), entre outros autores, além de contribuir para o aperfeiçoamento da PEC 15/2015 de autoria da deputada Raquel Muniz (PSC/MG) e relatoria da deputada Professora Dorinha Rezende (DEM/TO) que foi a proposta que avançou e foi aprovada.
A PEC aprovada na Câmara seguiu para o Senado Federal onde foi aprovada em 25 de agosto de 2020 por unanimidade e se tornou a Emenda Constitucional nº 108/2020. A Campanha Nacional pelo Direito à Educação formulou argumentos técnicos e políticos consistentes, coordenando ampla e decisiva mobilização social reconhecida pelos parlamentares, em atuação vitoriosa para a melhoria do texto aprovado, que contemplou os pontos propostos e defendidos pela Campanha, com o Custo Aluno-Qualidade (CAQ) e o Sistema Nacional de Avaliação da Educação Básica (Sinaeb), sendo agora parte permanente da Constituição Federal de 1988.

## Composição
A Campanha tem em sua organicidade uma coordenação nacional, com sede em São Paulo, e um Comitê Diretivo, que orienta sua linha de ação, composto por até 12 organizações, sendo 11 em 2021:
1. Ação Educativa
2. ActionAid Brasil
3. Associação Nacional de Pesquisa em Financiamento da Educação (Fineduca)
4. Centro de Cultura Luiz Freire
5. Centro de Defesa da Criança e do Adolescente do Ceará (CEDECA-CE)
6. Confederação Nacional dos Trabalhadores em Educação (CNTE)
7. Movimento Interfóruns de Educação Infantil do Brasil (Mieib)
8. Movimento dos Trabalhadores Rurais Sem Terra (MST)
10. Rede Escola Pública e Universidade
11. União Nacional dos Conselhos Municipais de Educação (Uncme)
12. União Nacional dos Dirigentes Municipais de Educação (Undime).
Ainda, a Campanha se constitui em rede, com representações locais constituídas em todas as regiões do Brasil, através de seus Comitês Regionais, presentes em todos os estados e no Distrito Federal.

## Articulação internacional
A Campanha participou da fundação da CGE (Campanha Global pela Educação), em 1999, tendo ocupado a direção dessa coalizão até 2011. Depois foi fundadora da Clade (Campanha Latino-Americana pelo Direito à Educação), em 2004, participando de sua direção até 2012 e entre 2018 e 2020.
No início de 2016, protagonizou a criação da ReLus (Rede Lusófona pelo Direito à Educação), envolvendo redes e ativistas de Angola, Brasil, Cabo Verde, Guiné Bissau, Portugal e São Tomé e Príncipe. E, em 2017, se tornou a liderança no Brasil da iniciativa global do Nobel da Paz, Kailash Satyarthi, "100 Million for 100 Million" (em português "100 Milhões por 100 Milhões").
A Campanha atua junto aos organismos internacionais, participando de audiências e em interlocução com as relatorias especiais da Organização das Nações Unidas (ONU). Em 2015, esteve no Fórum Mundial de Educação, na Coreia do Sul, integrando a delegação brasileira e também atuou junto ao Comitê sobre os Direitos da Criança da ONU em Genebra, que recomendou por influência da Campanha a implementação do PNE no Brasil e se posicionou contrário aos cortes na área da educação.
Em 2016, a Campanha participou da 71 Assembleia das Nações Unidas, em Nova York, ocasião em que entregou ao presidente da Comissão de Educação, Gordon Brown, dossiê com informações e críticas à Proposta de Emenda à Constituição (PEC) n° 241/2016. No mesmo ano, esteve em audiência na Comissão Interamericana de Direitos Humanos (CIDH), da Organização dos Estados Americanos (OEA), sobre a mesma PEC. Relatores da ONU, em dezembro de 2015, pautados pela Campanha, criticam a PEC, que cria um limite para ao aumento dos gastos públicos, e alertaram que ela viola direitos humanos.
Em outra incidência da Campanha, relatores da ONU, em 2017, publicaram documento questionando o governo brasileiro acerca do programa "Escola Sem Partido", classificando-o como censura.
Em maio de 2017, a Campanha participou da Revisão Periódica Universal (RPU), em que 17 países dos 109 participantes citaram a necessidade de implementação do Plano Nacional de Educação. Em 2018, a Campanha participou da fundação do Coletivo RPU Brasil que monitora e incide sobre as recomendações dos Estados-membro da ONU ao Brasil em termos de direitos humanos. No mesmo ano a Campanha Nacional pelo Direito à Educação enviou à Corte Interamericana de Direitos Humanos dossiê sobre a situação do direito à educação no Brasil. As informações apresentadas foram incorporadas à análise do órgão internacional.
Em 2019, a Campanha participou do desenvolvimento dos Princípios de Abidjan para regulamentar as ações do setor privado na educação. O documento influenciou atores globais relevantes, como o Parlamento Europeu e a relatora da ONU para o direito à educação, que participaram do grupo de especialistas que finalizou a preparação do documento. Em julho de 2019, uma nova resolução sobre o direito à educação que reconhece e adota os Princípios de Abidjan como parte de seu documento oficial foi aprovada por unanimidade pelo Conselho de Direitos Humanos da ONU em Genebra.
Em 2020, a relatora da ONU para o direito à educação convidou a Campanha a enviar subsídios e recomendações que fizeram parte de um relatório divulgado sobre o impacto da pandemia COVID-19 sobre o direito à educação.